# Biathlon-Weltcup 1997/98
Der Biathlon-Weltcup 1997/98 war eine Wettkampfserie im Biathlon, die aus jeweils 18 Einzel- und 5 Staffelrennen für Männer und Frauen bestand und an acht Veranstaltungsorten ausgetragen wurde. Neben den sieben Weltcupveranstaltungen in Lillehammer, Östersund, Kontiolahti, Ruhpolding, Antholz, auf der Pokljuka und Hochfilzen gingen auch die Biathlonwettbewerbe der im japanischen Nagano ausgetragenen Olympischen Winterspiele 1998 sowie die Verfolgungsweltmeisterschaft in Pokljuka in die Weltcupwertung ein. Während der Saison nahmen Athleten aus 33 Nationalverbänden an Weltcupveranstaltungen teil, 32 bei den Männern und 27 bei den Frauen. Den Gesamtweltcup bei den Männern gewann Ole Einar Bjørndalen vor Ricco Groß und Sven Fischer, bei den Frauen Magdalena Forsberg vor Uschi Disl und Martina Zellner. Die Nationenwertung gewann bei den Männern Norwegen vor Deutschland während sich bei den Frauen Deutschland vor Russland platzieren konnte.

## Männer

### Resultate
| 1. Weltcup in Lillehammer, 6. Dezember 1997 – 7. Dezember 1997 | 1. Weltcup in Lillehammer, 6. Dezember 1997 – 7. Dezember 1997 | 1. Weltcup in Lillehammer, 6. Dezember 1997 – 7. Dezember 1997 | 1. Weltcup in Lillehammer, 6. Dezember 1997 – 7. Dezember 1997 | 1. Weltcup in Lillehammer, 6. Dezember 1997 – 7. Dezember 1997 |
| -------------------------------------------------------------- | -------------------------------------------------------------- | -------------------------------------------------------------- | -------------------------------------------------------------- | -------------------------------------------------------------- |
| Datum                                                          | Disziplin                                                      | Erster Platz                                                   | Zweiter Platz                                                  | Dritter Platz                                                  |
| 6. Dezember 1997 (Sa.)                                         | Sprint (10 km)                                                 | Frank Luck                                                     | Dag Bjørndalen                                                 | Raphaël Poirée                                                 |
| 7. Dezember 1997 (So.)                                         | Verfolgung (12,5 km)                                           | Aljaxej Ajdarau                                                | Halvard Hanevold                                               | Pawel Muslimow                                                 |

| 2. Weltcup in Östersund, 11. Dezember 1997 – 14. Dezember 1997 | 2. Weltcup in Östersund, 11. Dezember 1997 – 14. Dezember 1997 | 2. Weltcup in Östersund, 11. Dezember 1997 – 14. Dezember 1997                | 2. Weltcup in Östersund, 11. Dezember 1997 – 14. Dezember 1997            | 2. Weltcup in Östersund, 11. Dezember 1997 – 14. Dezember 1997                 |
| -------------------------------------------------------------- | -------------------------------------------------------------- | ----------------------------------------------------------------------------- | ------------------------------------------------------------------------- | ------------------------------------------------------------------------------ |
| Datum                                                          | Disziplin                                                      | Erster Platz                                                                  | Zweiter Platz                                                             | Dritter Platz                                                                  |
| 11. Dezember 1997 (Do.)                                        | Einzel (20 km)                                                 | Sylfest Glimsdal                                                              | Alexei Kobelew                                                            | Wiktor Maigurow                                                                |
| 13. Dezember 1997 (Sa.)                                        | Sprint (10 km)                                                 | Alexei Kobelew                                                                | Raphaël Poirée                                                            | Carsten Heymann                                                                |
| 14. Dezember 1997 (So.)                                        | Staffel (4 × 7,5 km)                                           | Norwegen Egil Gjelland Sylfest Glimsdal Halvard Hanevold Ole Einar Bjørndalen | Deutschland Jan Wüstenfeld Carsten Heymann Marco Morgenstern Sven Fischer | Italien Patrick Favre Wilfried Pallhuber Pieralberto Carrara René Cattarinussi |

| 3. Weltcup in Kontiolahti, 18. Dezember 1997 – 21. Dezember 1997 | 3. Weltcup in Kontiolahti, 18. Dezember 1997 – 21. Dezember 1997 | 3. Weltcup in Kontiolahti, 18. Dezember 1997 – 21. Dezember 1997            | 3. Weltcup in Kontiolahti, 18. Dezember 1997 – 21. Dezember 1997          | 3. Weltcup in Kontiolahti, 18. Dezember 1997 – 21. Dezember 1997               |
| ---------------------------------------------------------------- | ---------------------------------------------------------------- | --------------------------------------------------------------------------- | ------------------------------------------------------------------------- | ------------------------------------------------------------------------------ |
| Datum                                                            | Disziplin                                                        | Erster Platz                                                                | Zweiter Platz                                                             | Dritter Platz                                                                  |
| 18. Dezember 1997 (Do.)                                          | Sprint (10 km)                                                   | Jan Wüstenfeld                                                              | Ricco Groß                                                                | Sven Fischer                                                                   |
| 20. Dezember 1997 (Sa.)                                          | Verfolgung (12,5 km)                                             | Sven Fischer                                                                | Ludwig Gredler                                                            | Jan Wüstenfeld                                                                 |
| 21. Dezember 1997 (So.)                                          | Staffel (4 × 7,5 km)                                             | Russland Sergei Roschkow Wladimir Dratschow Sergei Tarassow Pawel Rostowzew | Belarus Aljaxej Ajdarau Aleh Ryschankou Wadsim Saschuryn Aljaksandr Papou | Italien Patrick Favre Wilfried Pallhuber Pieralberto Carrara René Cattarinussi |

| 4. Weltcup in Ruhpolding, 8. Januar 1998 – 11. Januar 1998 | 4. Weltcup in Ruhpolding, 8. Januar 1998 – 11. Januar 1998 | 4. Weltcup in Ruhpolding, 8. Januar 1998 – 11. Januar 1998                | 4. Weltcup in Ruhpolding, 8. Januar 1998 – 11. Januar 1998    | 4. Weltcup in Ruhpolding, 8. Januar 1998 – 11. Januar 1998            |
| ---------------------------------------------------------- | ---------------------------------------------------------- | ------------------------------------------------------------------------- | ------------------------------------------------------------- | --------------------------------------------------------------------- |
| Datum                                                      | Disziplin                                                  | Erster Platz                                                              | Zweiter Platz                                                 | Dritter Platz                                                         |
| 8. Januar 1998 (Do.)                                       | Sprint (10 km)                                             | Raphaël Poirée                                                            | Ole Einar Bjørndalen                                          | Ricco Groß                                                            |
| 10. Januar 1998 (Sa.)                                      | Sprint (10 km)                                             | Frode Andresen                                                            | Ole Einar Bjørndalen                                          | Raphaël Poirée                                                        |
| 11. Januar 1998 (So.)                                      | Staffel (4 × 7,5 km)                                       | Norwegen Egil Gjelland Frode Andresen Dag Bjørndalen Ole Einar Bjørndalen | Deutschland Ricco Groß Jan Wüstenfeld Sven Fischer Frank Luck | Russland Sergei Roschkow Pawel Wawilow Pawel Rostowzew Alexei Kobelew |

| 5. Weltcup in Antholz, 15. Januar 1998 – 18. Januar 1998 | 5. Weltcup in Antholz, 15. Januar 1998 – 18. Januar 1998 | 5. Weltcup in Antholz, 15. Januar 1998 – 18. Januar 1998    | 5. Weltcup in Antholz, 15. Januar 1998 – 18. Januar 1998                    | 5. Weltcup in Antholz, 15. Januar 1998 – 18. Januar 1998                  |
| -------------------------------------------------------- | -------------------------------------------------------- | ----------------------------------------------------------- | --------------------------------------------------------------------------- | ------------------------------------------------------------------------- |
| Datum                                                    | Disziplin                                                | Erster Platz                                                | Zweiter Platz                                                               | Dritter Platz                                                             |
| 15. Januar 1998 (Do.)                                    | Einzel (20 km)                                           | Halvard Hanevold                                            | Ricco Groß                                                                  | Aljaxej Ajdarau                                                           |
| 17. Januar 1998 (Sa.)                                    | Sprint (10 km)                                           | Ole Einar Bjørndalen                                        | Frode Andresen                                                              | Wiktor Maigurow                                                           |
| 18. Januar 1998 (So.)                                    | Staffel (4 × 7,5 km)                                     | Deutschland Ricco Groß Peter Sendel Sven Fischer Frank Luck | Norwegen Egil Gjelland Halvard Hanevold Frode Andresen Ole Einar Bjørndalen | Belarus Aljaxej Ajdarau Aleh Ryschankou Aljaksandr Papou Wadsim Saschuryn |

| Olympische Winterspiele in Nagano, 9. Februar 1998 – 21. Februar 1998 | Olympische Winterspiele in Nagano, 9. Februar 1998 – 21. Februar 1998 | Olympische Winterspiele in Nagano, 9. Februar 1998 – 21. Februar 1998 | Olympische Winterspiele in Nagano, 9. Februar 1998 – 21. Februar 1998       | Olympische Winterspiele in Nagano, 9. Februar 1998 – 21. Februar 1998      |
| --------------------------------------------------------------------- | --------------------------------------------------------------------- | --------------------------------------------------------------------- | --------------------------------------------------------------------------- | -------------------------------------------------------------------------- |
| Datum                                                                 | Disziplin                                                             | Erster Platz                                                          | Zweiter Platz                                                               | Dritter Platz                                                              |
| 11. Februar 1998 (Mi.)                                                | Einzel (20 km)                                                        | Halvard Hanevold                                                      | Pieralberto Carrara                                                         | Aljaxej Ajdarau                                                            |
| 18. Februar 1998 (Mi.)                                                | Sprint (10 km)                                                        | Ole Einar Bjørndalen                                                  | Frode Andresen                                                              | Ville Räikkönen                                                            |
| 21. Februar 1998 (Sa.)                                                | Staffel (4 × 7,5 km)                                                  | Deutschland Ricco Groß Peter Sendel Sven Fischer Frank Luck           | Norwegen Egil Gjelland Halvard Hanevold Dag Bjørndalen Ole Einar Bjørndalen | Russland Pawel Muslimow Wladimir Dratschow Sergei Tarassow Wiktor Maigurow |

| 6. Weltcup auf der Pokljuka, 3. März 1998 – 8. März 1998 | 6. Weltcup auf der Pokljuka, 3. März 1998 – 8. März 1998 | 6. Weltcup auf der Pokljuka, 3. März 1998 – 8. März 1998 | 6. Weltcup auf der Pokljuka, 3. März 1998 – 8. März 1998 | 6. Weltcup auf der Pokljuka, 3. März 1998 – 8. März 1998 |
| -------------------------------------------------------- | -------------------------------------------------------- | -------------------------------------------------------- | -------------------------------------------------------- | -------------------------------------------------------- |
| Datum                                                    | Disziplin                                                | Erster Platz                                             | Zweiter Platz                                            | Dritter Platz                                            |
| 3. März 1998 (Di.)                                       | Einzel (20 km)                                           | Ricco Groß                                               | Egil Gjelland                                            | Ole Einar Bjørndalen                                     |
| 5. März 1998 (Do.)                                       | Sprint (10 km)                                           | Frank Luck                                               | Raphaël Poirée                                           | Wiktor Maigurow                                          |
| 7. März 1998 (Sa.)                                       | Sprint (10 km)                                           | Wladimir Dratschow                                       | Sven Fischer                                             | Ilmārs Bricis                                            |
| 8. März 1998 (So.)                                       | Verfolgung (12,5 km) (WM)                                | Wladimir Dratschow                                       | Ole Einar Bjørndalen                                     | Raphaël Poirée                                           |

| 7. Weltcup in Hochfilzen, 12. März 1998 – 15. März 1998 | 7. Weltcup in Hochfilzen, 12. März 1998 – 15. März 1998 | 7. Weltcup in Hochfilzen, 12. März 1998 – 15. März 1998                      | 7. Weltcup in Hochfilzen, 12. März 1998 – 15. März 1998       | 7. Weltcup in Hochfilzen, 12. März 1998 – 15. März 1998                   |
| ------------------------------------------------------- | ------------------------------------------------------- | ---------------------------------------------------------------------------- | ------------------------------------------------------------- | ------------------------------------------------------------------------- |
| Datum                                                   | Disziplin                                               | Erster Platz                                                                 | Zweiter Platz                                                 | Dritter Platz                                                             |
| 12. März (Do.)                                          | Einzel (20 km)                                          | Wladimir Dratschow                                                           | Halvard Hanevold                                              | Wiktor Maigurow                                                           |
| 14. März (Sa.)                                          | Sprint (10 km)                                          | Wladimir Dratschow                                                           | Ilmārs Bricis                                                 | Sven Fischer                                                              |
| 15. März (So.)                                          | Team (10 km) WM                                         | NorwegenEgil Gjelland Sylfest Glimsdal Halvard Hanevold Ole Einar Bjørndalen | DeutschlandRicco Groß Carsten Heymann Sven Fischer Frank Luck | RusslandWladimir Dratschow Alexei Kobelew Sergei Roschkow Wiktor Maigurow |

### Weltcupstände
| Endstand nach 18 Rennen (Top 10) |                      |        |       |
| \| Rang \| Name \| Punkte \| Siege \| \| ---- \| -------------------- \| ------ \| ----- \| \| 01 \| Ole Einar Bjørndalen \| 289 \| 2 \| \| 02 \| Ricco Groß \| 286 \| 1 \| \| 03 \| Sven Fischer \| 270 \| 1 \| \| 04 \| Halvard Hanevold \| 263 \| 2 \| \| 05 \| Raphaël Poirée \| 249 \| 1 \| \| 06 \| Wladimir Dratschow \| 240 \| 4 \| \| 07 \| Frank Luck \| 231 \| 2 \| \| 08 \| Wiktor Maigurow \| 230 \| 0 \| \| 09 \| Frode Andresen \| 222 \| 1 \| \| 10 \| Sergei Roschkow \| 165 \| 0 \| |                      |        |       |
| Rang | Name                 | Punkte | Siege |
| 01 | Ole Einar Bjørndalen | 289    | 2     |
| 02 | Ricco Groß           | 286    | 1     |
| 03 | Sven Fischer         | 270    | 1     |
| 04 | Halvard Hanevold     | 263    | 2     |
| 05 | Raphaël Poirée       | 249    | 1     |
| 06 | Wladimir Dratschow   | 240    | 4     |
| 07 | Frank Luck           | 231    | 2     |
| 08 | Wiktor Maigurow      | 230    | 0     |
| 09 | Frode Andresen       | 222    | 1     |
| 10 | Sergei Roschkow      | 165    | 0     |

| Rang | Name                 | Punkte | Siege |
| ---- | -------------------- | ------ | ----- |
| 01   | Halvard Hanevold     | 103    | 2     |
| 02   | Ricco Groß           | 94     | 1     |
| 03   | Ole Einar Bjørndalen | 71     | 0     |
| 04   | Pieralberto Carrara  | 70     | 0     |
| 05   | Wiktor Maigurow      | 68     | 0     |
| 06   | Dag Bjørndalen       | 68     | 0     |
| 07   | Peter Sendel         | 67     | 0     |
| 08   | Wadsim Saschuryn     | 52     | 0     |
| 09   | Sven Fischer         | 51     | 0     |
| 10   | Wladimir Dratschow   | 44     | 1     |

| Rang | Name                 | Punkte | Siege |
| ---- | -------------------- | ------ | ----- |
| 01   | Ole Einar Bjørndalen | 185    | 2     |
| 02   | Raphaël Poirée       | 161    | 1     |
| 03   | Frode Andresen       | 147    | 1     |
| 04   | Sven Fischer         | 147    | 0     |
| 05   | Wladimir Dratschow   | 145    | 2     |
| 06   | Frank Luck           | 142    | 2     |
| 07   | Wiktor Maigurow      | 140    | 0     |
| 08   | Ricco Groß           | 133    | 0     |
| 09   | Halvard Hanevold     | 121    | 0     |
| 10   | Ludwig Gredler       | 91     | 0     |

| Rang | Name               | Punkte | Siege |
| ---- | ------------------ | ------ | ----- |
| 01   | Sven Fischer       | 72     | 1     |
| 02   | Ricco Groß         | 59     | 0     |
| 03   | Sergei Roschkow    | 54     | 0     |
| 04   | Wladimir Dratschow | 51     | 1     |
| 05   | Frank Luck         | 51     | 0     |
| 06   | Pawel Muslimow     | 47     | 0     |
| 07   | Raphaël Poirée     | 46     | 0     |
| 08   | Oļegs Maļuhins     | 46     | 0     |
| 09   | Aljaxej Ajdarau    | 44     | 1     |
| 10   | Halvard Hanevold   | 39     | 0     |

| Rang | Land        | Punkte | Siege |
| ---- | ----------- | ------ | ----- |
| 01   | Deutschland | 112    | 2     |
| 01   | Norwegen    | 112    | 2     |
| 03   | Russland    | 98     | 1     |
| 04   | Belarus     | 90     | 0     |
| 05   | Italien     | 87     | 0     |
| 06   | Österreich  | 82     | 0     |
| 07   | Frankreich  | 81     | 0     |
| 08   | Schweden    | 74     | 0     |
| 09   | Finnland    | 72     | 0     |
| 10   | Slowenien   | 71     | 0     |

| Rang | Land        | Punkte | Siege |
| ---- | ----------- | ------ | ----- |
| 01   | Norwegen    | 5660   | 8     |
| 02   | Deutschland | 5493   | 6     |
| 03   | Russland    | 5481   | 5     |
| 04   | Italien     | 4943   | 0     |
| 05   | Belarus     | 3522   | 0     |
| 06   | Österreich  | 4452   | 0     |
| 07   | Slowenien   | 4371   | 0     |
| 08   | Frankreich  | 4122   | 1     |
| 09   | Finnland    | 4047   | 0     |
| 10   | Lettland    | 4042   | 0     |

### Tabelle
| Rang | Name                 | Punkte |
| ---- | -------------------- | ------ |
| 01   | Ole Einar Bjørndalen | 289    |
| 02   | Ricco Groß           | 286    |
| 03   | Sven Fischer         | 270    |
| 04   | Halvard Hanevold     | 263    |
| 05   | Raphaël Poirée       | 249    |
| 06   | Wladimir Dratschow   | 240    |
| 07   | Frank Luck           | 231    |
| 08   | Wiktor Maigurow      | 230    |
| 09   | Frode Andresen       | 222    |
| 10   | Sergei Roschkow      | 165    |
| 11   | Ilmārs Bricis        | 161    |
| 12   | Dag Bjørndalen       | 160    |
| 13   | Aljaxej Ajadarau     | 158    |
| 14   | Oļegs Maļuhins       | 158    |
| 15   | Pawel Muslimow       | 157    |
| 16   | Ludwig Gredler       | 154    |
| 17   | Pieralberto Carrara  | 144    |
| 18   | Sergei Tarassow      | 122    |
| 19   | René Cattarinussi    | 114    |
| 20   | Alexei Kobelew       | 113    |
| 21   | Wadsim Saschuryn     | 105    |
| 22   | Ville Räikkönen      | 103    |
| 23   | Wilfried Pallhuber   | 103    |
| 24   | Sylfest Glimsdal     | 101    |
| 25   | Peter Sendel         | 101    |
| 26   | Jan Wüstenfeld       | 100    |
| 27   | Egil Gjelland        | 100    |
| 28   | Patrick Favre        | 89     |
| 29   | Ivan Masařík         | 72     |
| 30   | Fredrik Kuoppa       | 68     |

| Rang | Name              | Punkte |
| ---- | ----------------- | ------ |
| 31   | Tomaž Globočnik   | 66     |
| 32   | Carsten Heymann   | 60     |
| 33   | Tomasz Sikora     | 60     |
| 34   | Paavo Puurunen    | 60     |
| 35   | Jēkabs Nākums     | 56     |
| 36   | Jean-Marc Chabloz | 55     |
| 37   | Wolfgang Rottmann | 50     |
| 38   | Pawel Wawilow     | 48     |
| 39   | Hubert Leitgeb    | 47     |
| 40   | Wolfgang Perner   | 46     |
| 41   | Pawel Rostowzew   | 43     |
| 42   | Aljaksandr Papou  | 33     |
| 43   | Aleh Ryschankou   | 27     |
| 44   | Wiesław Ziemianin | 27     |
| 45   | Kyōji Suga        | 25     |
| 46   | Mark Kirchner     | 22     |
| 47   | Aleksander Grajf  | 22     |
| 48   | Petr Garabík      | 21     |
| 49   | Marco Morgenstern | 20     |
| 50   | Andreas Heymann   | 20     |
| 51   | Waleri Iwanow     | 19     |
| 52   | Jože Poklukar     | 19     |
| 53   | Ľubomír Machyniak | 18     |
| 54   | Konstantin Popow  | 18     |
| 55   | Yukio Mochizuki   | 17     |
| 56   | Günther Dengg     | 16     |
| 57   | Ville Kotikumpu   | 14     |
| 58   | Zdeněk Vítek      | 13     |
| 59   | Vesa Hietalahti   | 13     |
| 60   | Wojciech Kozub    | 13     |

| Rang | Name                  | Punkte |
| ---- | --------------------- | ------ |
| 61   | Liutauras Barila      | 12     |
| 62   | Jon Åge Tyldum        | 12     |
| 63   | Helmuth Messner       | 11     |
| 64   | Olli-Pekka Peltola    | 11     |
| 65   | Dimitri Borovik       | 11     |
| 66   | Hironao Meguro        | 11     |
| 67   | Kazama Atsushi        | 10     |
| 68   | Matjaž Poklukar       | 9      |
| 69   | Janno Prants          | 8      |
| 70   | Franck Perrot         | 8      |
| 71   | Mikael Löfgren        | 7      |
| 72   | Jonas Eriksson        | 7      |
| 73   | Harri Eloranta        | 6      |
| 74   | Jay Hakkinen          | 5      |
| 75   | Patrice Bailly-Salins | 4      |
| 76   | Janez Ožbolt          | 4      |
| 77   | Glenn Rupertus        | 4      |
| 78   | Kalju Ojaste          | 2      |
| 79   | Dmitri Posdnjakow     | 2      |
| 80   | Andrei Padin          | 2      |
| 81   | Alexander Tropnikow   | 1      |

## Frauen

### Resultate
| 1. Weltcup in Lillehammer, 6. Dezember 1997 – 7. Dezember 1997 | 1. Weltcup in Lillehammer, 6. Dezember 1997 – 7. Dezember 1997 | 1. Weltcup in Lillehammer, 6. Dezember 1997 – 7. Dezember 1997 | 1. Weltcup in Lillehammer, 6. Dezember 1997 – 7. Dezember 1997 | 1. Weltcup in Lillehammer, 6. Dezember 1997 – 7. Dezember 1997 |
| -------------------------------------------------------------- | -------------------------------------------------------------- | -------------------------------------------------------------- | -------------------------------------------------------------- | -------------------------------------------------------------- |
| Datum                                                          | Disziplin                                                      | Erster Platz                                                   | Zweiter Platz                                                  | Dritter Platz                                                  |
| 6. Dezember 1997 (Sa.)                                         | Sprint (7,5 km)                                                | Galina Kuklewa                                                 | Olga Melnik                                                    | Magdalena Forsberg                                             |
| 7. Dezember 1997 (So.)                                         | Verfolgung (10 km)                                             | Galina Kuklewa                                                 | Magdalena Forsberg                                             | Uschi Disl                                                     |

| 2. Weltcup in Östersund, 11. Dezember 1997 – 14. Dezember 1997 | 2. Weltcup in Östersund, 11. Dezember 1997 – 14. Dezember 1997 | 2. Weltcup in Östersund, 11. Dezember 1997 – 14. Dezember 1997                | 2. Weltcup in Östersund, 11. Dezember 1997 – 14. Dezember 1997 | 2. Weltcup in Östersund, 11. Dezember 1997 – 14. Dezember 1997   |
| -------------------------------------------------------------- | -------------------------------------------------------------- | ----------------------------------------------------------------------------- | -------------------------------------------------------------- | ---------------------------------------------------------------- |
| Datum                                                          | Disziplin                                                      | Erster Platz                                                                  | Zweiter Platz                                                  | Dritter Platz                                                    |
| 11. Dezember 1997 (Do.)                                        | Einzel (15 km)                                                 | Andreja Grašič                                                                | Magdalena Forsberg                                             | Olena Petrowa                                                    |
| 13. Dezember 1997 (Sa.)                                        | Sprint (7,5 km)                                                | Magdalena Forsberg                                                            | Galina Kuklewa                                                 | Anna Wolkowa                                                     |
| 14. Dezember 1997 (So.)                                        | Staffel (4 × 7,5 km)                                           | Frankreich Florence Baverel Emmanuelle Claret Christelle Gros Corinne Niogret | Deutschland Uschi Disl Martina Zellner Katrin Apel Petra Behle | Russland Olga Melnik Galina Kuklewa Albina Achatowa Anna Wolkowa |

| 3. Weltcup in Kontiolahti, 18. Dezember 1997 – 21. Dezember 1997 | 3. Weltcup in Kontiolahti, 18. Dezember 1997 – 21. Dezember 1997 | 3. Weltcup in Kontiolahti, 18. Dezember 1997 – 21. Dezember 1997        | 3. Weltcup in Kontiolahti, 18. Dezember 1997 – 21. Dezember 1997        | 3. Weltcup in Kontiolahti, 18. Dezember 1997 – 21. Dezember 1997              |
| ---------------------------------------------------------------- | ---------------------------------------------------------------- | ----------------------------------------------------------------------- | ----------------------------------------------------------------------- | ----------------------------------------------------------------------------- |
| Datum                                                            | Disziplin                                                        | Erster Platz                                                            | Zweiter Platz                                                           | Dritter Platz                                                                 |
| 18. Dezember 1997 (Do.)                                          | Sprint (7,5 km)                                                  | Uschi Disl                                                              | Martina Zellner                                                         | Swetlana Ischmuratowa                                                         |
| 20. Dezember 1997 (Sa.)                                          | Verfolgung (10 km)                                               | Magdalena Forsberg                                                      | Swetlana Ischmuratowa                                                   | Martina Zellner                                                               |
| 21. Dezember 1997 (So.)                                          | Staffel (4 × 7,5 km)                                             | Tschechien Kateřina Losmanova Jiřina Pelcová Irena Česneková Eva Háková | Frankreich Florence Baverel Anne Briand Christelle Gros Corinne Niogret | Deutschland Uschi Disl Simone Greiner-Petter-Memm Katrin Apel Martina Zellner |

| 4. Weltcup in Ruhpolding, 8. Januar 1998 – 11. Januar 1998 | 4. Weltcup in Ruhpolding, 8. Januar 1998 – 11. Januar 1998 | 4. Weltcup in Ruhpolding, 8. Januar 1998 – 11. Januar 1998             | 4. Weltcup in Ruhpolding, 8. Januar 1998 – 11. Januar 1998     | 4. Weltcup in Ruhpolding, 8. Januar 1998 – 11. Januar 1998                                 |
| ---------------------------------------------------------- | ---------------------------------------------------------- | ---------------------------------------------------------------------- | -------------------------------------------------------------- | ------------------------------------------------------------------------------------------ |
| Datum                                                      | Disziplin                                                  | Erster Platz                                                           | Zweiter Platz                                                  | Dritter Platz                                                                              |
| 8. Januar 1998 (Do.)                                       | Sprint (7,5 km)                                            | Magdalena Forsberg                                                     | Petra Behle                                                    | Corinne Niogret                                                                            |
| 10. Januar 1998 (Sa.)                                      | Sprint (7,5 km)                                            | Petra Behle                                                            | Martina Zellner                                                | Corinne Niogret                                                                            |
| 11. Januar 1998 (So.)                                      | Staffel (4 × 7,5 km)                                       | Russland Olga Melnik Galina Kuklewa Nadeschda Talanowa Albina Achatowa | Deutschland Uschi Disl Martina Zellner Katrin Apel Petra Behle | Norwegen Ann-Elen Skjelbreid Annette Sikveland Gunn Margit Andreassen Liv Grete Skjelbreid |

| 5. Weltcup in Antholz, 15. Januar 1998 – 18. Januar 1998 | 5. Weltcup in Antholz, 15. Januar 1998 – 18. Januar 1998 | 5. Weltcup in Antholz, 15. Januar 1998 – 18. Januar 1998          | 5. Weltcup in Antholz, 15. Januar 1998 – 18. Januar 1998                                   | 5. Weltcup in Antholz, 15. Januar 1998 – 18. Januar 1998      |
| -------------------------------------------------------- | -------------------------------------------------------- | ----------------------------------------------------------------- | ------------------------------------------------------------------------------------------ | ------------------------------------------------------------- |
| Datum                                                    | Disziplin                                                | Erster Platz                                                      | Zweiter Platz                                                                              | Dritter Platz                                                 |
| 15. Januar 1998 (Do.)                                    | Einzel (15 km)                                           | Olga Romasko                                                      | Liv Grete Skjelbreid                                                                       | Magdalena Forsberg                                            |
| 17. Januar 1998 (Sa.)                                    | Sprint (7,5 km)                                          | Nina Lemesch                                                      | Swetlana Ischmuratowa                                                                      | Magdalena Forsberg                                            |
| 18. Januar 1998 (So.)                                    | Staffel (4 × 7,5 km)                                     | Russland Anna Wolkowa Galina Kuklewa Olga Romasko Albina Achatowa | Norwegen Ann-Elen Skjelbreid Annette Sikveland Gunn Margit Andreassen Liv Grete Skjelbreid | Deutschland Uschi Disl Martina Zellner Katrin Apel Katja Beer |

| Olympische Winterspiele in Nagano, 9. Februar 1998 – 21. Februar 1998 | Olympische Winterspiele in Nagano, 9. Februar 1998 – 21. Februar 1998 | Olympische Winterspiele in Nagano, 9. Februar 1998 – 21. Februar 1998 | Olympische Winterspiele in Nagano, 9. Februar 1998 – 21. Februar 1998 | Olympische Winterspiele in Nagano, 9. Februar 1998 – 21. Februar 1998                      |
| --------------------------------------------------------------------- | --------------------------------------------------------------------- | --------------------------------------------------------------------- | --------------------------------------------------------------------- | ------------------------------------------------------------------------------------------ |
| Datum                                                                 | Disziplin                                                             | Erster Platz                                                          | Zweiter Platz                                                         | Dritter Platz                                                                              |
| 9. Februar 1998 (Mo.)                                                 | Einzel (15 km)                                                        | Ekaterina Dafowska                                                    | Olena Petrowa                                                         | Uschi Disl                                                                                 |
| 15. Februar 1998 (So.)                                                | Sprint (7,5 km)                                                       | Galina Kuklewa                                                        | Uschi Disl                                                            | Katrin Apel                                                                                |
| 19. Februar 1998 (Do.)                                                | Staffel (4 × 7,5 km)                                                  | Deutschland Uschi Disl Martina Zellner Katrin Apel Petra Behle        | Russland Olga Melnik Galina Kuklewa Albina Achatowa Olga Romasko      | Norwegen Ann-Elen Skjelbreid Annette Sikveland Gunn Margit Andreassen Liv Grete Skjelbreid |

| 6. Weltcup auf der Pokljuka, 3. März 1998 – 8. März 1998 | 6. Weltcup auf der Pokljuka, 3. März 1998 – 8. März 1998 | 6. Weltcup auf der Pokljuka, 3. März 1998 – 8. März 1998 | 6. Weltcup auf der Pokljuka, 3. März 1998 – 8. März 1998 | 6. Weltcup auf der Pokljuka, 3. März 1998 – 8. März 1998 |
| -------------------------------------------------------- | -------------------------------------------------------- | -------------------------------------------------------- | -------------------------------------------------------- | -------------------------------------------------------- |
| Datum                                                    | Disziplin                                                | Erster Platz                                             | Zweiter Platz                                            | Dritter Platz                                            |
| 3. März 1998 (Di.)                                       | Einzel (15 km)                                           | Magdalena Forsberg                                       | Florence Baverel                                         | Uschi Disl                                               |
| 5. März 1998 (Do.)                                       | Sprint (7,5 km)                                          | Corinne Niogret                                          | Emmanuelle Claret                                        | Annette Sikveland                                        |
| 7. März 1998 (Sa.)                                       | Sprint (7,5 km)                                          | Magdalena Forsberg                                       | Ann-Elen Skjelbreid                                      | Christelle Gros                                          |
| 8. März 1998 (So.)                                       | Verfolgung (10 km) (WM)                                  | Magdalena Forsberg                                       | Corinne Niogret                                          | Martina Zellner                                          |

| 7. Weltcup in Hochfilzen, 12. März 1998 – 15. März 1998 | 7. Weltcup in Hochfilzen, 12. März 1998 – 15. März 1998 | 7. Weltcup in Hochfilzen, 12. März 1998 – 15. März 1998                 | 7. Weltcup in Hochfilzen, 12. März 1998 – 15. März 1998                                   | 7. Weltcup in Hochfilzen, 12. März 1998 – 15. März 1998               |
| ------------------------------------------------------- | ------------------------------------------------------- | ----------------------------------------------------------------------- | ----------------------------------------------------------------------------------------- | --------------------------------------------------------------------- |
| Datum                                                   | Disziplin                                               | Erster Platz                                                            | Zweiter Platz                                                                             | Dritter Platz                                                         |
| 12. März (Do.)                                          | Einzel (15 km)                                          | Uschi Disl                                                              | Andreja Grašič                                                                            | Martina Zellner                                                       |
| 14. März (Sa.)                                          | Sprint (10 km)                                          | Uschi Disl                                                              | Magdalena Forsberg                                                                        | Liv Grete Skjelbreid                                                  |
| 15. März (So.)                                          | Team (7,5 km) WM                                        | RusslandAnna Wolkowa Olga Romasko Swetlana Ischmuratowa Albina Achatowa | NorwegenHildegunn Mikkelsplass Ann-Elen Skjelbreid Annette Sikveland Liv Grete Skjelbreid | FinnlandKatja Holanti Tiina Mikkola Mari Lampinen Sanna-Leena Perunka |

### Weltcupstände
| Endstand nach 18 Rennen (Top 10) |                     |        |       |
| \| Rang \| Name \| Punkte \| Siege \| \| ---- \| ------------------- \| ------ \| ----- \| \| 01 \| Magdalena Forsberg \| 387 \| 6 \| \| 02 \| Uschi Disl \| 325 \| 3 \| \| 03 \| Martina Zellner \| 255 \| 0 \| \| 04 \| Corinne Niogret \| 238 \| 1 \| \| 05 \| Galina Kuklewa \| 227 \| 3 \| \| 06 \| Andreja Grašič \| 221 \| 1 \| \| 07 \| Petra Behle \| 194 \| 1 \| \| 08 \| Albina Achatowa \| 184 \| 0 \| \| 09 \| Ann-Elen Skjelbreid \| 182 \| 0 \| \| 10 \| Florence Baverel \| 181 \| 0 \| |                     |        |       |
| Rang | Name                | Punkte | Siege |
| 01 | Magdalena Forsberg  | 387    | 6     |
| 02 | Uschi Disl          | 325    | 3     |
| 03 | Martina Zellner     | 255    | 0     |
| 04 | Corinne Niogret     | 238    | 1     |
| 05 | Galina Kuklewa      | 227    | 3     |
| 06 | Andreja Grašič      | 221    | 1     |
| 07 | Petra Behle         | 194    | 1     |
| 08 | Albina Achatowa     | 184    | 0     |
| 09 | Ann-Elen Skjelbreid | 182    | 0     |
| 10 | Florence Baverel    | 181    | 0     |

| Rang | Name                 | Punkte | Siege |
| ---- | -------------------- | ------ | ----- |
| 01   | Magdalena Forsberg   | 99     | 1     |
| 02   | Uschi Disl           | 97     | 1     |
| 03   | Andreja Grašič       | 83     | 1     |
| 04   | Martina Zellner      | 78     | 0     |
| 05   | Olena Petrowa        | 77     | 0     |
| 06   | Swjatlana Paramyhina | 66     | 0     |
| 07   | Ekaterina Dafowska   | 61     | 1     |
| 08   | Florence Baverel     | 61     | 0     |
| 09   | Liv Grete Skjelbreid | 50     | 0     |
| 10   | Albina Achatowa      | 50     | 0     |

| Rang | Name                | Punkte | Siege |
| ---- | ------------------- | ------ | ----- |
| 01   | Magdalena Forsberg  | 202    | 3     |
| 02   | Uschi Disl          | 171    | 2     |
| 03   | Corinne Niogret     | 152    | 1     |
| 04   | Galina Kuklewa      | 141    | 2     |
| 05   | Martina Zellner     | 129    | 0     |
| 06   | Petra Behle         | 120    | 1     |
| 07   | Ann-Elen Skjelbreid | 120    | 0     |
| 08   | Katrin Apel         | 108    | 0     |
| 09   | Albina Achatowa     | 107    | 0     |
| 10   | Andreja Grašič      | 96     | 0     |

| Rang | Name                | Punkte | Siege |
| ---- | ------------------- | ------ | ----- |
| 01   | Magdalena Forsberg  | 86     | 2     |
| 02   | Uschi Disl          | 57     | 0     |
| 03   | Corinne Niogret     | 53     | 0     |
| 04   | Galina Kuklewa      | 49     | 1     |
| 05   | Martina Zellner     | 48     | 0     |
| 06   | Andreja Grašič      | 42     | 0     |
| 07   | Ann-Elen Skjelbreid | 40     | 0     |
| 08   | Florence Baverel    | 39     | 0     |
| 09   | Petra Behle         | 35     | 0     |
| 10   | Anna Wolkowa        | 35     | 0     |

| Rang | Land        | Punkte | Siege |
| ---- | ----------- | ------ | ----- |
| 01   | Russland    | 110    | 2     |
| 02   | Deutschland | 106    | 1     |
| 03   | Frankreich  | 100    | 1     |
| 04   | Norwegen    | 96     | 0     |
| 05   | Tschechien  | 91     | 1     |
| 06   | Ukraine     | 74     | 0     |
| 07   | Belarus     | 74     | 0     |
| 08   | Slowakei    | 72     | 0     |
| 09   | Schweden    | 70     | 0     |
| 10   | Polen       | 68     | 0     |

| Rang | Land        | Punkte | Siege |
| ---- | ----------- | ------ | ----- |
| 01   | Deutschland | 5560   | 5     |
| 02   | Russland    | 5454   | 5     |
| 03   | Frankreich  | 5151   | 2     |
| 04   | Norwegen    | 5108   | 0     |
| 05   | Ukraine     | 4601   | 1     |
| 06   | Tschechien  | 4465   | 1     |
| 07   | Belarus     | 4192   | 0     |
| 08   | Schweden    | 4019   | 4     |
| 09   | Finnland    | 3781   | 0     |
| 10   | Japan       | 3774   | 0     |

### Tabelle

#### Ergebnisse Athletinnen
| Pos. | Biathlet                 | LI  | LI  | ÖS  | ÖS  | KO  | KO  | RU  | RU  | AN  | AN  | NA  | NA  | PO  | PO  | PO  | PO  | HO  | HO  | Punkte |
| Pos. | Biathlet                 | Sp  | Vf  | Ez  | Sp  | Sp  | Vf  | Sp  | Sp  | Ez  | Sp  | Ez  | Sp  | Ez  | Sp  | Sp  | Vf  | Ez  | Sp  | Punkte |
| ---- | ------------------------ | --- | --- | --- | --- | --- | --- | --- | --- | --- | --- | --- | --- | --- | --- | --- | --- | --- | --- | ------ |
| 01   | Magdalena Forsberg       | 003 | 002 | 002 | 001 | 006 | 001 | 001 | 007 | 003 | 003 | 014 | 017 | 001 | 013 | 001 | 001 | 007 | 002 | 387    |
| 02   | Uschi Disl               | 006 | 003 | 007 | 033 | 001 | 004 | 012 | 004 | 009 | 027 | 003 | 002 | 003 | 007 | 016 | 015 | 001 | 001 | 325    |
| 03   | Martina Zellner          | 046 | 035 | 036 | 005 | 002 | 003 | 009 | 002 | 008 | 031 | 010 | 030 | 007 | 021 | 011 | 003 | 003 | 007 | 255    |
| 04   | Corinne Niogret          | 010 | 013 | 031 | 008 | 009 | 012 | 003 | 003 | 005 | 028 | 016 | 025 | –   | 001 | 013 | 002 | 024 | 016 | 238    |
| 05   | Galina Kuklewa           | 001 | 001 | 005 | 003 | 005 | 007 | 006 | –   | 011 | 010 | 031 | 001 | –   | DNS | –   | –   | –   | –   | 227    |
| 06   | Andreja Grašič           | 013 | 005 | 001 | 013 | 008 | 005 | –   | 011 | 021 | 023 | 005 | 012 | –   | DNS | DNF | –   | 002 | 006 | 221    |
| 07   | Petra Behle              | 005 | 012 | 010 | 023 | 042 | 058 | 002 | 001 | 026 | 032 | 027 | 016 | 005 | 018 | 004 | 005 | 076 | 057 | 194    |
| 08   | Albina Achatowa          | –   | –   | 017 | 006 | 012 | 011 | 005 | 010 | 004 | 011 | 007 | 013 | –   | 044 | 018 | 014 | 035 | 028 | 184    |
| 09   | Ann-Elen Skjelbreid      | 041 | 006 | 034 | 019 | –   | –   | 007 | 005 | 042 | 009 | 034 | 037 | 004 | 008 | 002 | 006 | 026 | 014 | 182    |
| 10   | Florence Baverel         | 011 | 010 | 006 | 036 | 038 | 017 | 020 | 009 | 012 | 043 | 063 | 043 | 002 | 004 | 005 | 012 | 036 | 050 | 181    |
| 11   | Liv Grete Skjelbreid     | 039 | 020 | 077 | 010 | –   | –   | 014 | 018 | 002 | 024 | 015 | 023 | 047 | 009 | 021 | 010 | 013 | 003 | 159    |
| 12   | Katrin Apel              | 047 | 024 | 040 | 014 | 046 | 014 | 017 | 008 | 034 | 015 | –   | 003 | 008 | 025 | 008 | 013 | 051 | 011 | 153    |
| 13   | Swetlana Ischmuratowa    | 017 | 019 | 081 | 018 | 003 | 002 | –   | –   | 018 | 002 | –   | –   | DNS | –   | –   | –   | 006 | 004 | 151    |
| 14   | Anna Wolkowa             | 004 | 007 | 030 | 004 | 004 | 010 | 039 | 015 | 047 | 017 | –   | 044 | 043 | 030 | 043 | 028 | 008 | 040 | 139    |
| 15   | Olena Petrowa            | 055 | DNS | 003 | –   | –   | –   | –   | –   | 014 | –   | 002 | 011 | 012 | 016 | 007 | 009 | DNS | 043 | 138    |
| 16   | Ekaterina Dafowska       | 020 | 053 | 021 | 075 | 056 | 027 | 067 | –   | 070 | 063 | 001 | 029 | 015 | 006 | 006 | 004 | 011 | 034 | 129    |
| 17   | Swjatlana Paramyhina     | 051 | 015 | 008 | 039 | 017 | 019 | –   | –   | 006 | 016 | 012 | 024 | 009 | 012 | 032 | 041 | 009 | 078 | 119    |
| 18   | Annette Sikveland        | 040 | 008 | 028 | 021 | –   | –   | –   | –   | DNS | 036 | 008 | 015 | 023 | 003 | 026 | 017 | 010 | 012 | 118    |
| 19   | Nathalie Santer          | 007 | 016 | 033 | 026 | 028 | 047 | 008 | 024 | 027 | 017 | 018 | 010 | 006 | 022 | 028 | 026 | 029 | 017 | 116    |
| 20   | Olena Subrylowa          | 022 | 014 | 019 | 002 | 047 | 059 | 026 | 012 | 064 | 065 | 028 | –   | –   | –   | 014 | 008 | 004 | 027 | 115    |
| 21   | Yu Shumei                | 017 | 031 | 032 | 028 | 019 | 009 | 024 | 006 | 032 | 005 | 009 | 005 | –   | –   | –   | –   | –   | –   | 114    |
| 22   | Christelle Gros          | 053 | 023 | 004 | 029 | 040 | 039 | 036 | 014 | 049 | 047 | 059 | –   | 016 | 032 | 003 | 007 | 012 | 037 | 104    |
| 23   | Emmanuelle Claret        | 058 | 047 | 065 | 011 | 033 | 053 | 004 | –   | DNS | 019 | –   | 014 | –   | 002 | 020 | 021 | 016 | 031 | 103    |
| 24   | Olga Melnik              | 002 | 029 | 020 | 009 | 086 | –   | 010 | –   | 007 | 026 | 013 | –   | –   | DNS | –   | –   | DNS | 033 | 98     |
| 25   | Olga Romasko             | 049 | 032 | 018 | 034 | 036 | 044 | 027 | 030 | 001 | 004 | 033 | 027 | –   | DNS | 012 | 016 | 017 | 025 | 94     |
| 26   | Anne Briand              | 008 | 026 | 067 | 052 | 015 | 013 | –   | 016 | 036 | 008 | 020 | 054 | –   | 071 | –   | –   | 048 | 013 | 89     |
| 27   | Eva Háková               | 009 | 004 | 055 | 031 | 049 | 029 | 016 | 023 | 079 | 014 | 053 | 026 | 029 | 005 | 024 | 027 | 053 | 038 | 87     |
| 28   | Mari Lampinen            | 081 | –   | 014 | 099 | 018 | 037 | –   | –   | 015 | 041 | 032 | 008 | 036 | 020 | 015 | 018 | 014 | 046 | 87     |
| 29   | Kateřina Losmanová       | 014 | 017 | 013 | 016 | 015 | 006 | 020 | 022 | –   | –   | 044 | 057 | 035 | 041 | –   | –   | –   | –   | 85     |
| 30   | Katja Beer               | 027 | 038 | 009 | 049 | 026 | 030 | 011 | 017 | 010 | 012 | 039 | –   | –   | –   | –   | –   | 057 | 015 | 83     |
| 31   | Pawlina Filipowa         | 048 | 046 | 059 | 015 | 021 | 036 | –   | –   | 040 | 006 | 004 | 041 | 014 | 059 | 041 | 033 | 021 | 045 | 75     |
| 32   | Gunn Margit Andreassen   | 025 | 039 | 023 | 040 | 014 | 021 | 015 | 029 | 023 | 007 | 040 | 056 | 020 | 038 | 037 | 024 | 015 | DNS | 74     |
| 33   | Anna Stera               | 069 | –   | 044 | –   | –   | –   | –   | –   | 019 | 033 | 017 | 006 | 037 | 016 | 019 | 011 | 033 | 036 | 69     |
| 34   | Walentyna Zerbe-Nessina  | 012 | 011 | 053 | –   | 064 | –   | –   | –   | 013 | 022 | 047 | –   | –   | –   | 058 | DNS | 063 | 005 | 68     |
| 35   | Nadeschda Talanowa       | 038 | 025 | 035 | 024 | 013 | DNS | 030 | 013 | –   | 030 | –   | –   | 011 | 015 | 022 | 019 | 031 | 069 | 66     |
| 36   | Nina Lemesch             | 026 | 022 | 072 | 030 | 034 | 022 | –   | 019 | 055 | 001 | –   | 021 | –   | –   | 041 | 043 | 073 | 022 | 54     |
| 37   | Martina Jašicová         | 015 | 030 | 024 | 054 | 043 | 034 | –   | –   | –   | 049 | 046 | 007 | –   | DNS | –   | –   | 005 | 030 | 53     |
| 38   | Anna Murínová            | 028 | 033 | 011 | 045 | 055 | 024 | –   | 020 | 062 | 059 | 048 | 009 | 018 | 036 | 030 | 022 | 046 | DNS | 52     |
| 39   | Hiromi Suga              | 031 | 045 | 073 | 035 | 044 | 032 | 040 | 027 | 020 | 013 | 037 | 053 | 048 | 068 | 010 | 044 | 040 | 010 | 52     |
| 40   | Tadeja Brankovič         | 024 | 018 | –   | 012 | 054 | 050 | 029 | –   | 059 | 067 | 036 | 036 | 019 | 031 | 034 | 038 | 059 | 019 | 38     |
| 41   | Ryoko Takahashi          | 044 | DNF | 071 | 068 | 037 | 033 | 022 | –   | –   | 020 | 006 | 055 | 049 | 033 | 055 | DNS | 071 | 023 | 33     |
| 42   | Katja Holanti            | 016 | 021 | 047 | 043 | –   | –   | –   | –   | –   | 053 | 045 | 046 | –   | 029 | 025 | 029 | 032 | 009 | 33     |
| 43   | Martine Albert           | –   | –   | –   | –   | –   | –   | –   | –   | –   | –   | –   | –   | 013 | 028 | 017 | 023 | 022 | DNS | 29     |
| 44   | Simone Greiner-Petter-M. | 021 | 043 | –   | 007 | –   | –   | 023 | 026 | –   | –   | –   | –   | –   | –   | –   | –   | –   | –   | 27     |
| 45   | Irena Česneková          | 023 | 044 | 022 | 038 | 023 | 015 | 031 | –   | –   | –   | 030 | 040 | 034 | 040 | 057 | DNS | 054 | 020 | 27     |
| 46   | Soňa Mihoková            | 029 | 027 | 078 | 059 | 027 | 023 | –   | –   | DNF | 076 | 026 | 004 | –   | 043 | 063 | –   | 034 | DNF | 25     |
| 47   | Steffi Kindt             | –   | –   | –   | –   | –   | –   | –   | –   | –   | –   | –   | –   | 032 | 011 | –   | –   | 017 | 029 | 24     |
| 48   | Agata Suszka             | 019 | 034 | 016 | –   | –   | –   | –   | –   | –   | 052 | 042 | 045 | 021 | 034 | 040 | 042 | 043 | 024 | 24     |
| 49   | Maria Schylander         | 071 | –   | 062 | 056 | 011 | 018 | 052 | –   | 051 | 085 | 049 | 060 | –   | 047 | 046 | DNS | 058 | 072 | 23     |
| 50   | Irina Tananajko          | 064 | –   | 012 | –   | 045 | 031 | –   | –   | 024 | 072 | 022 | 022 | 046 | 067 | –   | –   | 065 | 063 | 22     |
| 51   | Delphyne Heymann-Burlet  | –   | –   | –   | 102 | 059 | 055 | 013 | –   | 063 | 055 | –   | –   | –   | –   | –   | –   | 043 | 018 | 21     |
| 52   | Tetjana Wodopjanowa      | 083 | –   | 037 | 060 | 051 | 049 | –   | –   | 016 | 056 | 024 | 019 | –   | –   | –   | –   | –   | –   | 20     |
| 53   | Jitka Šimůnková          | –   | –   | –   | –   | –   | –   | –   | –   | –   | –   | –   | –   | 028 | 027 | 061 | –   | 039 | 008 | 18     |
| 54   | Kristina Sabasteanski    | 050 | 051 | 075 | –   | –   | –   | –   | –   | –   | –   | –   | 033 | 044 | 073 | 009 | 036 | 025 | 049 | 18     |
| 55   | Kathi Schwaab            | 042 | 009 | 093 | –   | –   | –   | –   | –   | –   | –   | –   | –   | –   | –   | –   | –   | –   | –   | 17     |
| 56   | Halina Guńka             | 097 | –   | –   | 067 | 010 | 045 | –   | –   | –   | –   | –   | 042 | –   | –   | –   | –   | –   | –   | 16     |
| 57   | Janet Klein              | –   | –   | –   | –   | –   | –   | –   | –   | –   | –   | –   | –   | 026 | 010 | –   | –   | 037 | 052 | 16     |
| 58   | Ann Helen Grande         | –   | –   | –   | –   | –   | –   | –   | –   | –   | –   | –   | –   | 010 | 063 | –   | –   | 061 | 066 | 16     |
| 59   | Inna Scheschkil          | –   | –   | –   | 090 | 071 | –   | –   | 021 | 039 | 021 | 054 | 020 | –   | –   | –   | –   | –   | –   | 16     |
| 60   | Éva Tófalvi              | 104 | –   | 029 | 076 | –   | –   | –   | –   | 078 | 038 | 011 | 031 | –   | –   | –   | –   | –   | –   | 15     |
| 61   | Radka Popowa             | 101 | –   | –   | –   | 074 | –   | 057 | –   | 048 | 066 | –   | –   | 017 | DNF | 029 | 020 | 045 | 039 | 15     |
| 62   | Ljudmila Gurjewa         | 059 | 048 | 038 | 020 | 079 | –   | –   | –   | 022 | 025 | 023 | –   | –   | –   | –   | –   | –   | –   | 15     |
| 63   | Andžela Brice            | 098 | –   | 054 | –   | –   | –   | –   | –   | –   | –   | –   | –   | 022 | 019 | 047 | DNF | 023 | 065 | 14     |
| 64   | Peggy Wagenführ          | 073 | –   | 096 | 041 | –   | –   | –   | –   | –   | –   | –   | –   | 031 | 014 | –   | –   | 042 | 071 | 12     |
| 65   | Myriam Bédard            | 052 | DNS | 015 | 071 | 052 | 056 | 059 | –   | –   | –   | 050 | 032 | –   | –   | –   | –   | –   | –   | 11     |
| 66   | Natallja Ryschankowa     | 068 | –   | 049 | 027 | 022 | 035 | –   | –   | 030 | 044 | 019 | 052 | DNS | 064 | –   | –   | 047 | 047 | 11     |
| 67   | Ieva Cederstrema         | 088 | –   | 086 | 017 | 084 | –   | –   | –   | 088 | 048 | 025 | 034 | 038 | 066 | 056 | –   | 068 | 035 | 10     |
| 68   | Ntala Skinner            | 086 | –   | –   | 065 | –   | –   | –   | –   | 017 | 035 | 061 | –   | –   | –   | –   | –   | –   | 083 | 10     |
| 69   | Iryna Merkuschina        | 060 | 054 | 043 | 022 | 020 | 052 | –   | –   | 028 | 054 | –   | 049 | –   | –   | –   | –   | DNS | 048 | 10     |
| 70   | Margarita Dulowa         | 032 | 037 | 027 | 062 | 057 | 041 | 025 | 028 | 058 | 045 | –   | 018 | –   | –   | –   | –   | –   | –   | 9      |
| 71   | Kristina Brouneus        | 091 | –   | 051 | 097 | 080 | –   | 019 | 024 | 038 | 065 | 064 | 050 | 040 | 046 | 059 | DNS | 041 | 061 | 9      |
| 72   | Hildegunn Mikkelsplass   | 030 | 028 | 056 | 037 | –   | –   | 028 | –   | 046 | 058 | –   | –   | 033 | 023 | –   | –   | 028 | 020 | 9      |
| 73   | Stacey Wooley            | 037 | 042 | 045 | –   | –   | –   | 018 | –   | 052 | 078 | 055 | 058 | –   | –   | –   | –   | 049 | –   | 8      |
| 74   | Tiina Mikkola            | 063 | –   | 063 | –   | –   | –   | –   | –   | 020 | –   | –   | –   | 025 | 058 | 044 | 040 | –   | 075 | 8      |
| 75   | Siegrid Pallhuber        | –   | –   | –   | –   | –   | –   | –   | –   | –   | 029 | –   | –   | 030 | 052 | 048 | DNS | 019 | 053 | 7      |
| 76   | Kara Salmela             | 045 | 055 | 070 | 070 | –   | –   | –   | –   | –   | –   | 056 | –   | 054 | 037 | 031 | 031 | 020 | 082 | 6      |
| 77   | Sun Ribo                 | –   | –   | 052 | 105 | 082 | –   | 063 | –   | –   | 034 | 021 | 039 | –   | –   | –   | –   | –   | –   | 5      |
| 78   | Rachel Steer             | –   | –   | –   | –   | –   | –   | –   | –   | –   | –   | –   | –   | –   | –   | 023 | 025 | 066 | 074 | 4      |
| 79   | Lucija Larisi            | 108 | –   | 079 | 081 | 050 | 054 | 066 | –   | 065 | 075 | 035 | 059 | 042 | 023 | 060 | DNF | 056 | 064 | 3      |
| 80   | Ljudmila Arlouskaja      | 035 | 040 | 085 | 044 | 024 | 026 | –   | –   | –   | 070 | –   | –   | DNS | 039 | 036 | 034 | 052 | 054 | 2      |
| 81   | Sanna-Leena Perunka      | 074 | –   | 088 | –   | –   | –   | –   | –   | –   | –   | –   | –   | 024 | 026 | 039 | 037 | 038 | 026 | 2      |
| 82   | Jiřina Pelcová           | 067 | –   | 087 | –   | 025 | DNS | 050 | –   | –   | –   | 038 | 035 | 027 | 035 | 050 | DNS | 055 | 041 | 1      |
| 83   | Liu Xianying             | 077 | –   | –   | 098 | 053 | 048 | 073 | –   | 025 | 074 | –   | –   | –   | –   | –   | –   | –   | –   | 1      |
| 84   | Joan Miller Smith        | 054 | 049 | 025 | –   | –   | –   | –   | –   | –   | –   | –   | –   | –   | –   | –   | –   | –   | –   | 1      |
| 85   | Véronique Claudel        | 078 | –   | 025 | –   | –   | –   | –   | –   | –   | –   | –   | –   | –   | –   | –   | –   | –   | –   | 1      |